# Sebastian Bozzi
Pour les articles homonymes, voir Bozzi.
Pas d'image ? Cliquez ici

a Compétitions nationales et continentales officielles uniquement.

Sebastian Bozzi, né le 1er juin 1971 à Buenos Aires, est un joueur argentin et italien de rugby à XV évoluant au poste de pilier ou de talonneur d'origine argentine.

## Biographie
Sébastian Bozzi commence le rugby à Banco Nacion de 1991 à 2000. Il s'installe ensuite en France à la Rochelle (2000-2002) avec qui il gagne la Coupe de la Ligue en 2002. Il rejoint ensuite Montferrand lors de la saison 2002-2003 puis Bègles-Bordeaux la saison suivante. 
Il commence la saison 2004-2005 avec Sale avant de rejoindre Perpignan en cours de saison. En effet, il arrive comme joker après les blessures de Nicolas Mas et Sébastien Chobet[réf. nécessaire]. Il fait ses débuts en Championnat contre Montpellier, le 9 avril 2005.Et il devient champion de france avec l'usap le 6 juin 2009
Peu connu du grand public, son arrivée laissa perplexe la plupart des observateurs[réf. nécessaire]. Toutefois, Sébastian Bozzi répondit immédiatement présent et s'intégra parfaitement au sein du groupe en étant l'un des principaux animateurs du vestiaire Catalan. Sa polyvalence à droite et à gauche de la mêlée rendit bien service au club[réf. nécessaire]. Prévu pour rester seulement quelques mois au club[réf. nécessaire], il rempile derrière pour 4 saisons. Il termine sa carrière en décrochant le titre de Champion de France le 6 juin 2009 face à Montferrand (22-13). Un sacre qu'il annonçait depuis 6 mois à ses partenaires.[réf. nécessaire].
Il joue dans le film Le Fils à Jo

## Palmarès
Avec l'USA Perpignan
- Championnat de France :
  - Champion (1) : 2009

Avec le Stade rochelais
- Coupe de la ligue :
  - Vainqueur (1) : 2002